# غولان (كرة سني)
غولان هي قرية في مقاطعة سلماس، إيران. عدد سكان هذه القرية هو 335 في سنة 2006.